# Toundra côtière de l'Arctique
Localisation
La toundra côtière de l'Arctique est une écorégion terrestre nord-américaine du type toundra du World Wildlife Fund

## Répartition
La toundra côtière de l'Arctique s'étire le long de la côte nord de l'Alaska, du Yukon et des Territoires du Nord-Ouest continentaux ainsi que sur la côte ouest de l'île Banks.  

## Climat
La température estivale moyenne oscille entre 4,5⁰C sur le continent et 1⁰C sur l'île Banks.  La température quotidienne minimum moyenne pendant l'hiver est de -30⁰C et la température quotidienne moyenne maximale pendant l'été est de 8⁰C.  Les précipitations annuelles varient entre 100 et 300 mm avec des valeurs parfois plus élevées au sud de l'écorégion.  La saison de croissance s'étend de la mi-juin à la fin août, quoique les périodes de gels sont en tout temps susceptibles de se produire. 

## Géomorphologie
Cette écorégion se caractérise par un relief relativement plat avec une altitude maximale de 150 m.  En plus des dépôts marins, de nombreux dépôts fluvioglaciaires, morainiques et colluviaux, formés lors de la dernière glaciation, recouvrent le territoire.  Les dépôts glaciaires et de délavages sont également fréquents.  
Le drainage est faible et entre 25 % et 50 % du territoire est occupé par les milieux humides.  Les tourbières oligotrophes, incluant la tourbière oligotrophe de monceaux tourbeux, sont nombreuses.  Une grande proportion des plans d'eau résultent de thermokarsts.  Le pergélisol, profond et omniprésent, contient un haut taux de glace.  Les coins de glaces et les pingos sont abondants.  Le delta du fleuve Mackenzie avec ses innombrables plans d'eau et ses dépôts alluvionnaires et estuariens caractérise également cette écorégion.

## Caractéristiques biologiques
La plaine côtière du continent est recouverte d'une végétation arbustive principalement composée de bouleaux, de saules, de dryas et de buttes de carex.  Les milieux humides sont dominés par la mousse, le carex et les graminées.  Les régions au climat plus clément permettent la croissance de bouleaux et saules de plus grandes tailles ainsi que d'aulnes.  
La plaine côtière constitue un lieu important pour la mise bas des caribous.  L'abondance des milieux humides procure des habitats de nidification pour de nombreuses espèces de sauvagines et de limicoles.  

## Conservation
Plus de 90 % de cette écorégion est toujours intacte.  